# Монгкай
Монгкай (вьет. Móng Cái) — город провинциального подчинения на северо-востоке Вьетнама, в провинции Куангнинь.
Расположен на границе с Китаем, на берегу реки Калонг (кит. Бэйлуньхэ), примерно в 178 км к северо-востоку от города Халонг. Площадь города — 516,6 км². Население по данным на 2010 год составляет 80 000 человек. Помимо вьетов в Монгкае также проживают китайцы. В административном отношении подразделяется на 8 городских кварталов и 9 общин).
Получил статус города провинциального подчинения 3-й категории в 2008 году, что было связано с высокими темпами урбанизации. Благодаря своему пограничному расположению Монгкай является важным центром торговли. Объём торговли с Китаем, осуществляемой через здешний погранпереход, увеличивается с каждым годом. В центре города расположены 6 больших рынков. Развит туризм.

## Туризм
Рядом расположен один из самых красивых северных пляжей Ча Ко, 17км в длину и 20м в ширину с белым песком и пологим спуском в воду. Он привлекает в город много местных вьетнамцев из Ханоя и Хайфона двух крупнейших городов Северного Вьетнама. Инфраструктура развита слабо, но две пятизвездочные гостиницы и несколько хостелов справляются с ежегодным наплывом туристов.
Помимо пляж интересом пользуются мангровые леса и остров Винь Чунг — Вин Тхук. Также на границе с Китаем есть старинные остатки старинных ворот.

## Административное деление
Город делится на 8 кварталов:
- Биньнгок,
- Хайхоа,
- Хайен,
- Хоалак,
- Калонг,
- Ниньзыонг,
- Чако,
- Чанфу,

и 9 общин:
- Бакшон,
- Хайдонг,
- Хайшон,
- Хайтьен,
- Хайсуан,
- Куангнгиа,
- Ваннинь,
- Виньтхык,
- Виньчунг.

## Галерея

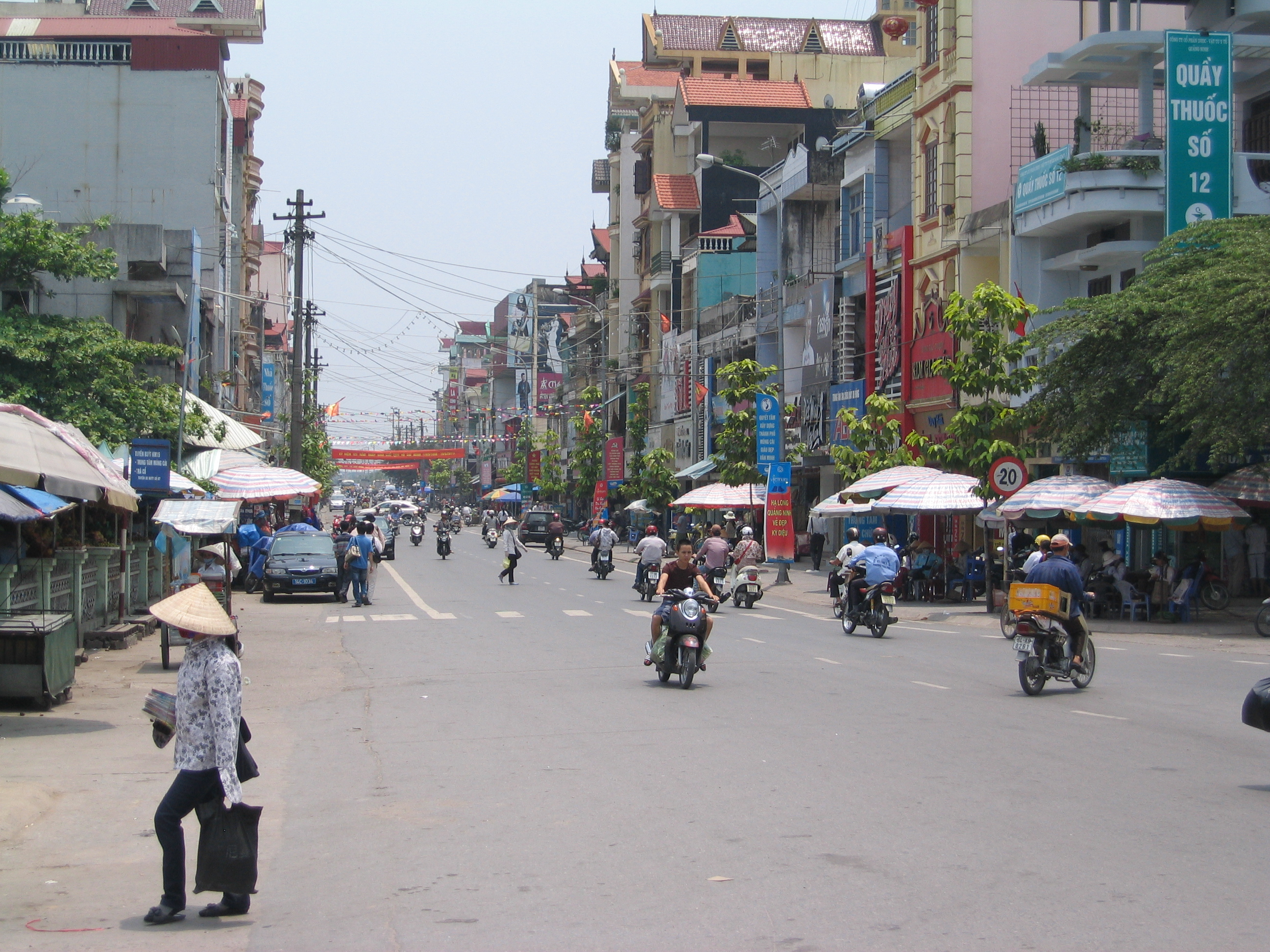
Улица в Монгкае
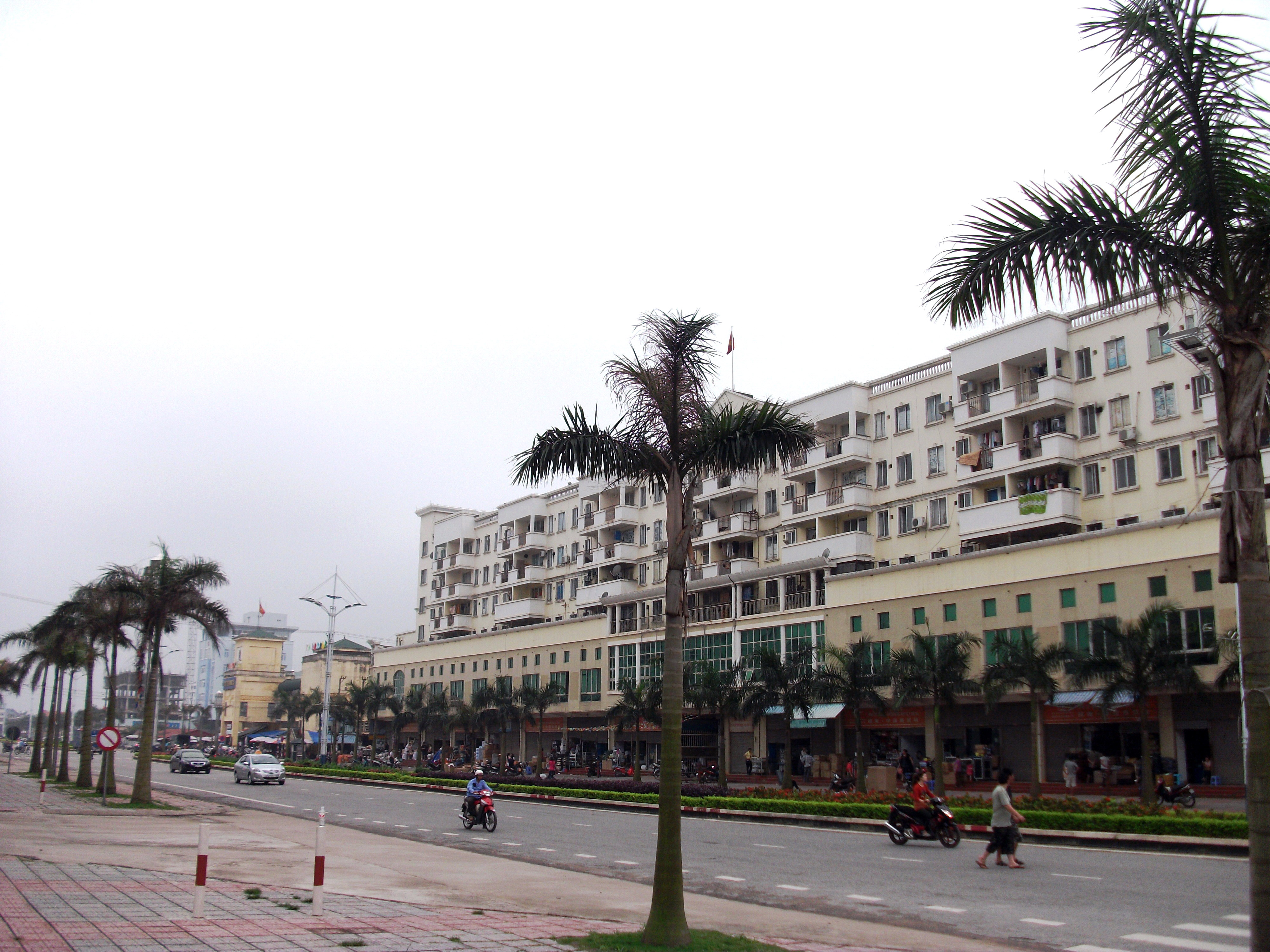
Улица в Монгкае
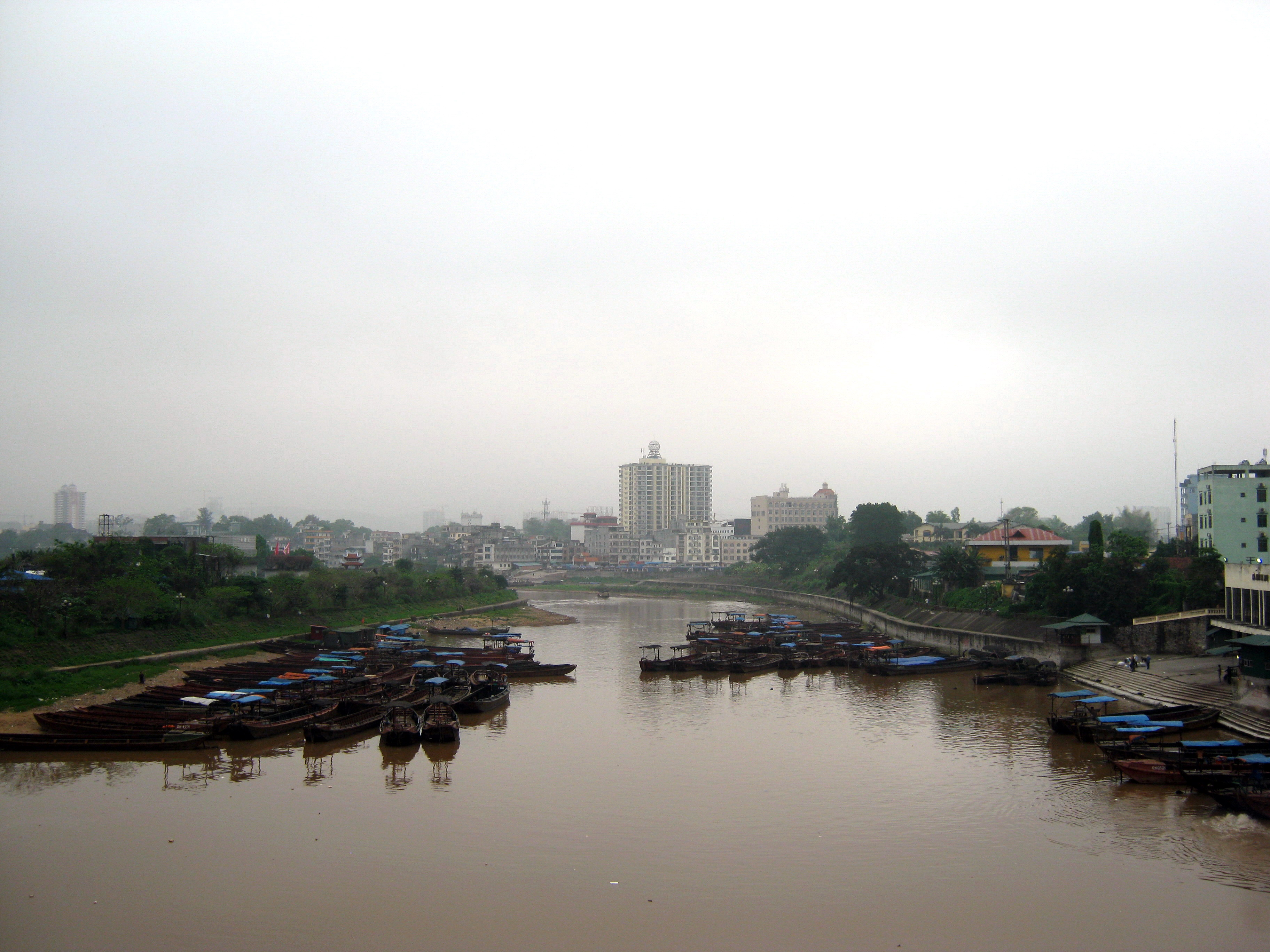
Река Калонг